# 硫酸二乙酯
硫酸二乙酯是硫酸与两分子乙醇形成的硫酸酯。

## 性质
为无色油状液体，有薄荷香。不溶于水，溶于乙醚和乙醇。遇水缓慢分解，热水中剧烈分解为硫酸单乙酯。有毒。可能致癌。

## 制备
1. 乙醇与硫酸反应而得。
2. 乙醚与氯磺酸反应得到。
3. 加热硫酸单乙酯或在脱水剂下蒸馏。
4. 乙烯与硫酸反应。

## 用途
用作乙基化剂，用于制取酚、胺、硫醇的乙基衍生物。